# Jack Chambrin
Jack Chambrin fue un pintor y grabador francés nacido el 26 de marzo de 1919 en  Rambouillet, y fallecido el 11 de julio de 1983 en París. La crítica contemporánea clasificó a Chambrin doblemente: entre los pintores de la  la Escuela de Argel y entre aquellos de la segunda Escuela de París.

## Datos biográfícos
Jack Chambrin fue alumno de Maurice Denis, después de Pierre-Eugène Clairin.  Se mantuvo como pintor independiente aunque su obre presenta la influencia del fauvismo, del cubismo y del expresionismo, todas ellas en vigor durante la vida del artista.  

Muy independiente, señala Gérald Schurr, se separó muy joven de las lecciones de Maurice Denis para seguir al fovismo, al cubismo y al expresionismo, siguiendo el dictado de su propio lirismo natural.

En 1982, Jack Chambrin estuvo, con Jean Bertholle, Roland Bierge, Paul Charlot, Jean Cornu, Albert Laurezo, Jean Marzelle, Roger Montané y Marcel Mouly, entre los nuevos artistas que rompieron con el Salón de otoño para crear un grupo autónomo, la asociación 109.
Jack Chambrin vivió en el número 4 de la calle Camille-Tahan, en el XVIII Distrito de París.

## Distinciones
Becario del gobierno francés, obtuvo el premio nacional de pintura en 1950. Fue nombrado para trabajar en la casa Descartes en Ámsterdam en 1952 y aprovechó su estancia para recorrer Países Bajos, Alemania y Escandinavia. Obtuvo el premio de la Comisión de Turismo, el premio Fénéon en 1954, y el premio Abd-el-Tif el mismo año. Participó con otros laureados de Abd-el-Tif, Robert Martin y Georges El Poitevin, en la misión Henri Lhote en  el Sáhara en 1957.
Jack Chambrin participó en los principales Salones: el de mayo, en el de otoño, y en el de las Tullerias También participó en el Salón de los pintores testigos de su tiempo. Junto con otros pintores de su generación como Jacques Van den Bussche, Philippe Cara Costea, Georges Feher y Alain Mongrenier trabajó en su pintura como artista permanente de la Galería Jean-Claude Bellier en París, fue nombrado profesor en la Institución Santa-Aspais de Melun, después en la Academia Frochot  de París. Recibió el premio del Consejo general de Yvelines de Mantes-la-Bonita en 1980, después el premio Roger-Worms de la Fundación Taylor en 1980. Declaró que su pintura « no es ni abstracta, ni figurativa, pero en cambio es realista ».
En Melun localidad con la que tuvo vínculos y presencia constantemente a lo largo de su vida, se le otorgó la distinción de que una calle de la ciudad lleve su nombre.

## Colecciones públicas
- Museo nacional de bellas artes de Argel
- Museo de Melun, Viejas casas en Melun, pasaje Lebarbier, Viejo teatro en Melun, Jardín de los Carmes, La pasarela, aceites sobre telas
- Establecimiento Escolar Los Capucins, Melun, 1959, dos carteles decorativos[8]
- Ministerio de Asuntos Exteriores (Francia), París
- Fondo nacional para el arte contemporáneo, París, Ayuntamiento de Royan : Ámsterdam, aceite sobre tela, 113x162cm

## Exposiciones colectivas
- Salón de otoño, a partir de 1952.[9]
- 7.º Salón de los independientes -  Los jóvenes pintores Abd-el-Tif : Maurice Bouviolle, Robert Martin, Jack Chambrin, Jean Gachet, sala Bordea, Argel, mayo de 1956.
- 1.º Salón Biarritz - San Sebastián : Escuela de París, pintura, escultura, Casino Bellevue, Biarritz, julio agosto 1965, después Museo San Telmo, San Sebastián, agosto septiembre de 1965.[10]